# Açıksaray

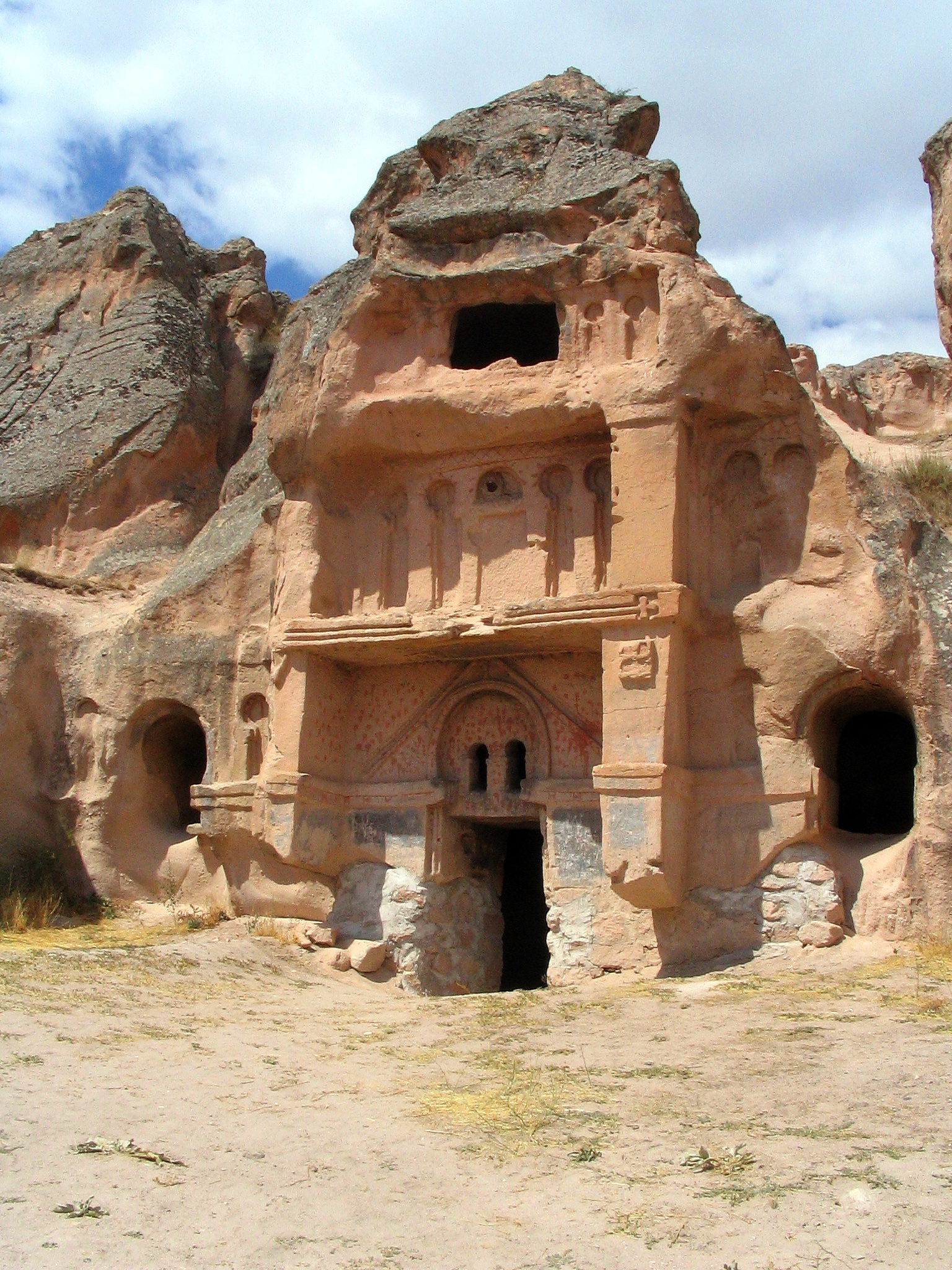
Fassade im Açıksaray

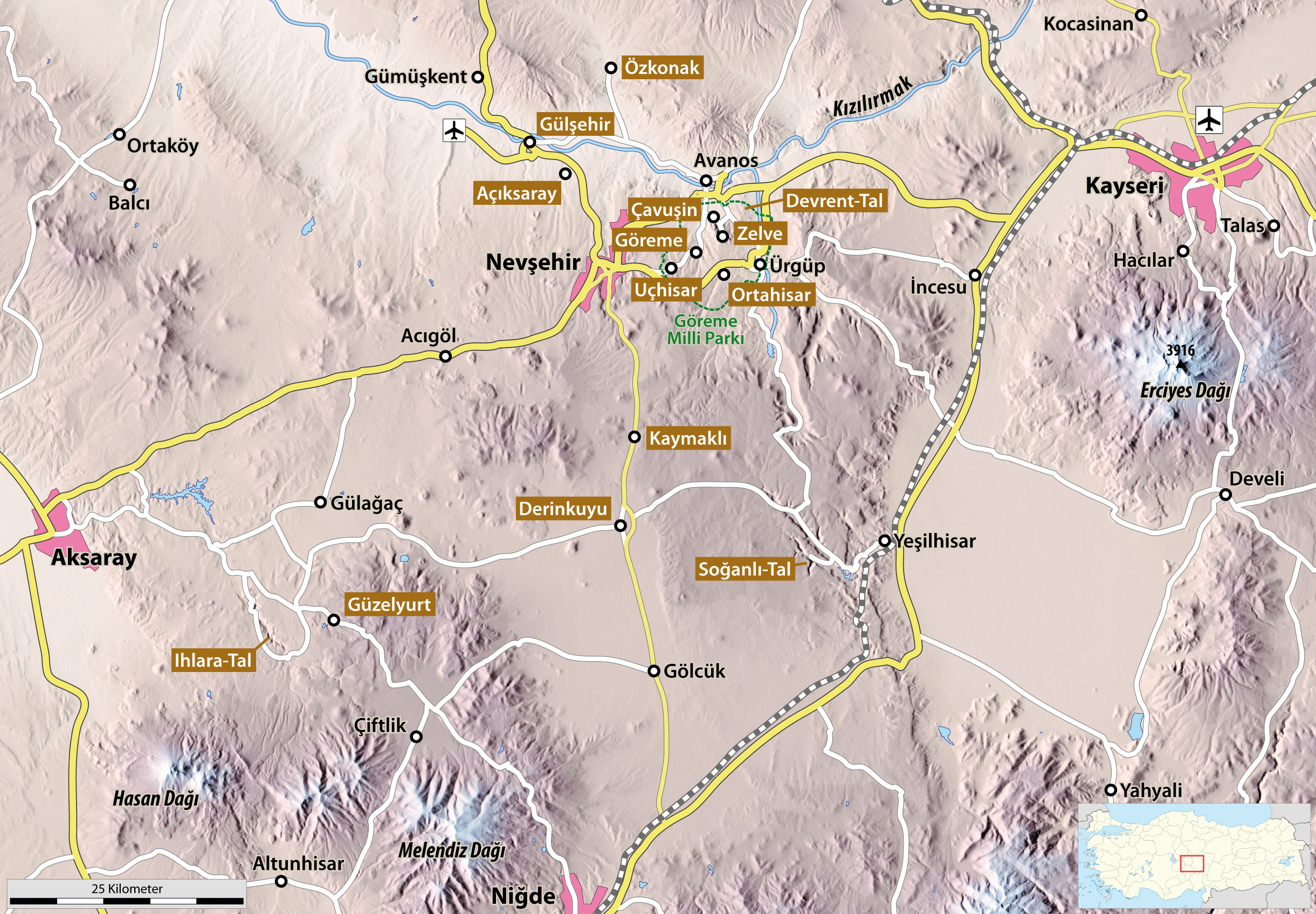
Açıksaray und andere sehenswerte Orte in Kappadokien

Der Açıksaray (türkisch für Offener Palast) ist ein Komplex von in den Fels gearbeiteten Kloster-, Kirchen- und Wohnräumen der Byzantinischen Ära, etwa drei Kilometer südöstlich von Gülşehir in Kappadokien in der Zentraltürkei.
Der Açıksaray umfasst ein Areal von etwa einem Quadratkilometer. Hier befinden sich Klosteranlagen mit Refektorien, Schlaf- und Wohnräumen, Ställen und anderen Wirtschaftsräumen. Die Gebäude sind nach Art der Höhlenarchitektur in Kappadokien in den weichen Tuffstein gehauen. Sie liegen in acht untereinander verschachtelten, mehrstöckigen Baugruppen um einen flachen Hügel. Mehrere davon sind mit eindrucksvollen Fassaden versehen. Die Kirchen, die vermutlich im elften Jahrhundert entstanden sind, weisen keine Freskenmalereien wie der Großteil der kappadokischen Höhlenkirchen auf, sondern sind nur mit einfachen roten ornamentalen Malereien verziert. 
Einer der Komplexe ist mit einer dreizonigen, durch Blendarkaden gegliederten Fassade ausgestattet. Dahinter findet sich eine geräumige Halle, an deren Decke ein reliefiertes Kreuz zu sehen ist. Über dem Eingang befinden sich innen die Reliefs von zwei Stieren, die sich in Kampfhaltung gegenüberstehen. Ihre Köpfe sind nicht mehr komplett vorhanden, da dazwischen ein Fenster in die Außenwand geschlagen wurde. Die Bedeutung des Stiersymbols im frühen Christentum ist nicht bekannt. Darstellungen dieser Art sind in Kappadokien sonst nicht anzutreffen.
Da im Verhältnis zu anderen Klosteransammlungen der Region auf dem Gelände des Açıksaray relativ wenig Wohnräume und Kirchen vorhanden sind, gibt es inzwischen auch die Ansicht, dass es sich hier nicht um einen reinen Klosterkomplex handelt, sondern dass die Funktion der Gebäude eher der einer seldschukischen Karawanserei entsprach, die Reisenden Kost und Unterkunft zur Verfügung stellte.

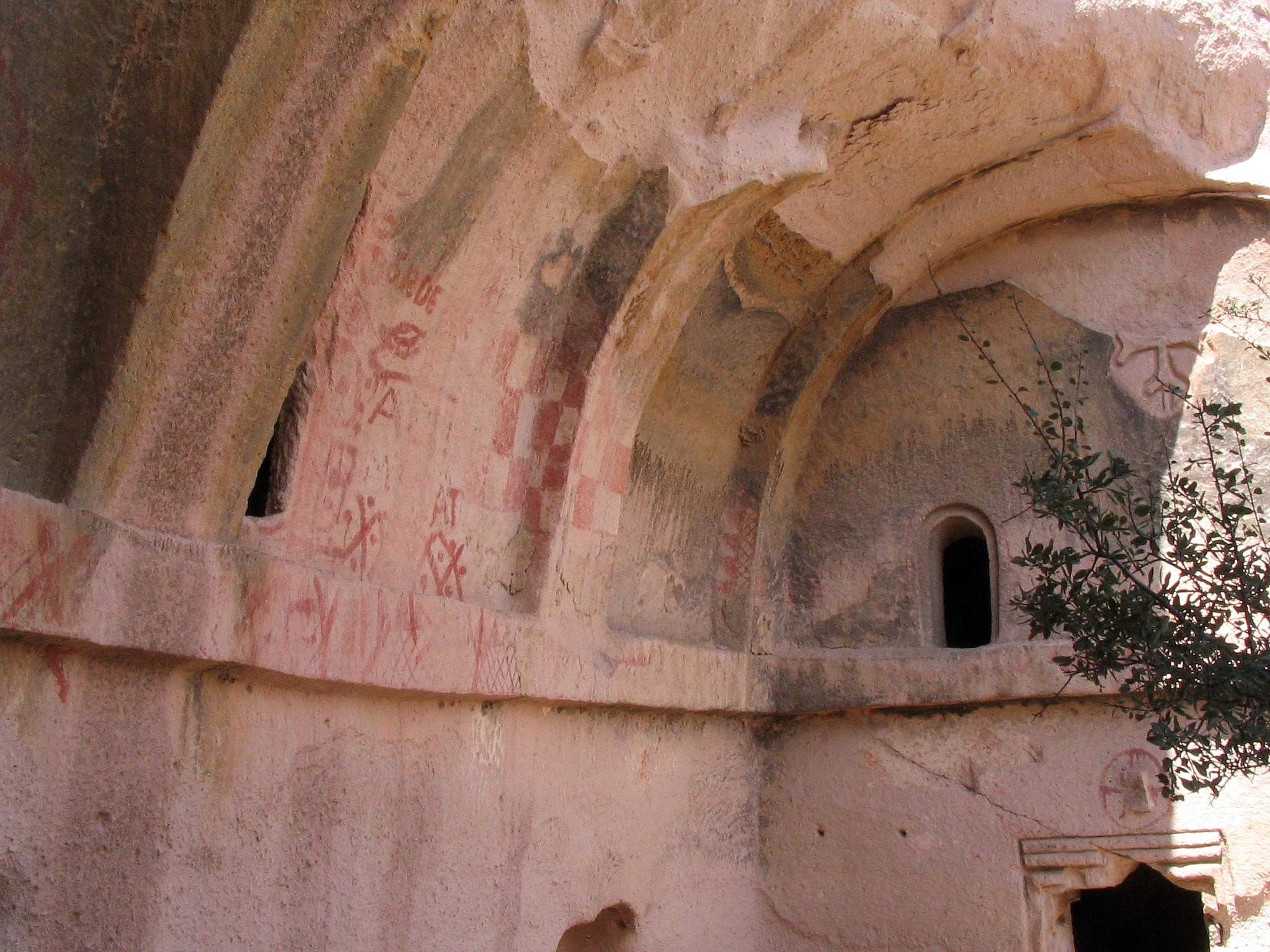
Wandmalerei
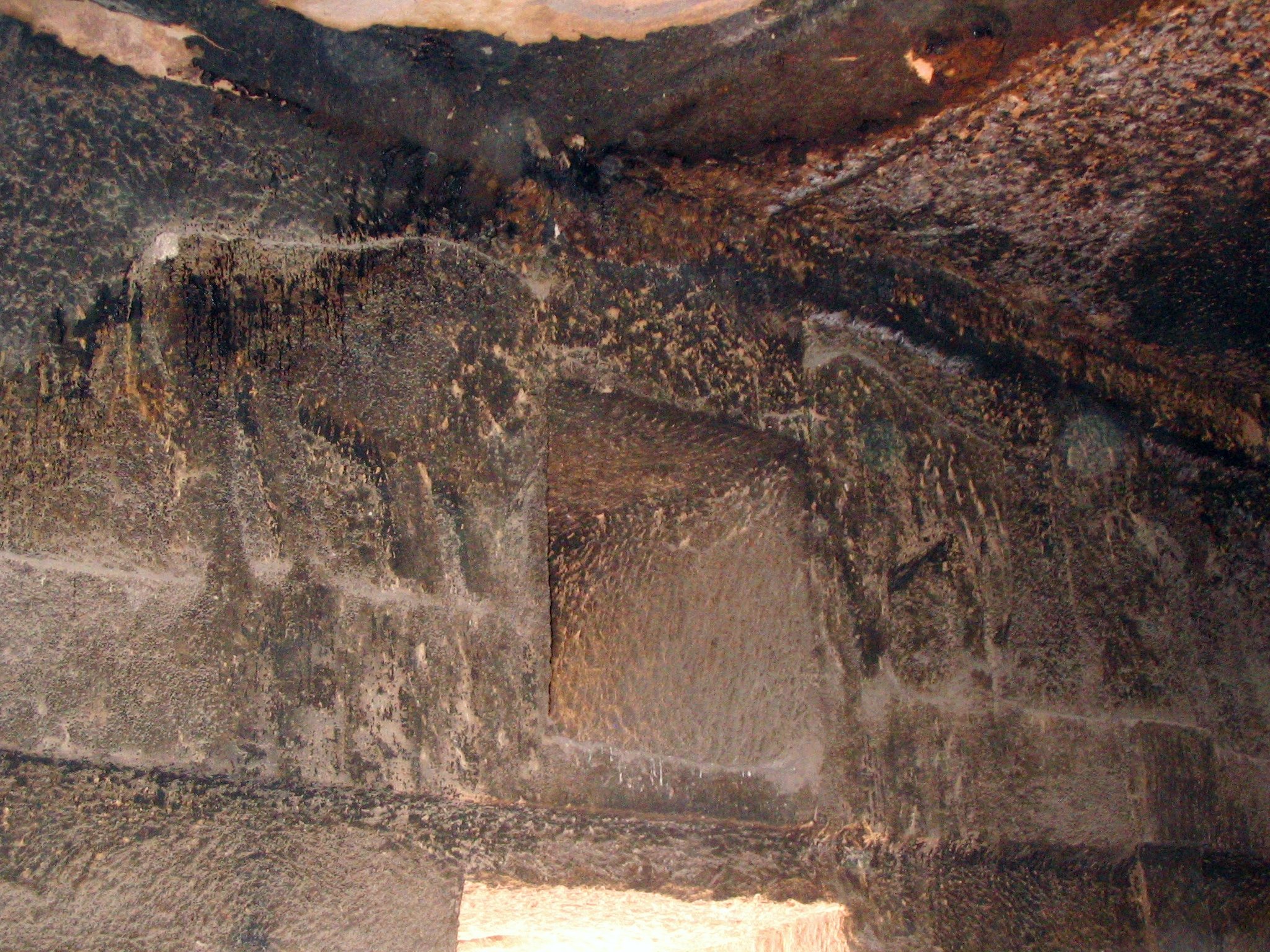
Stierreliefs
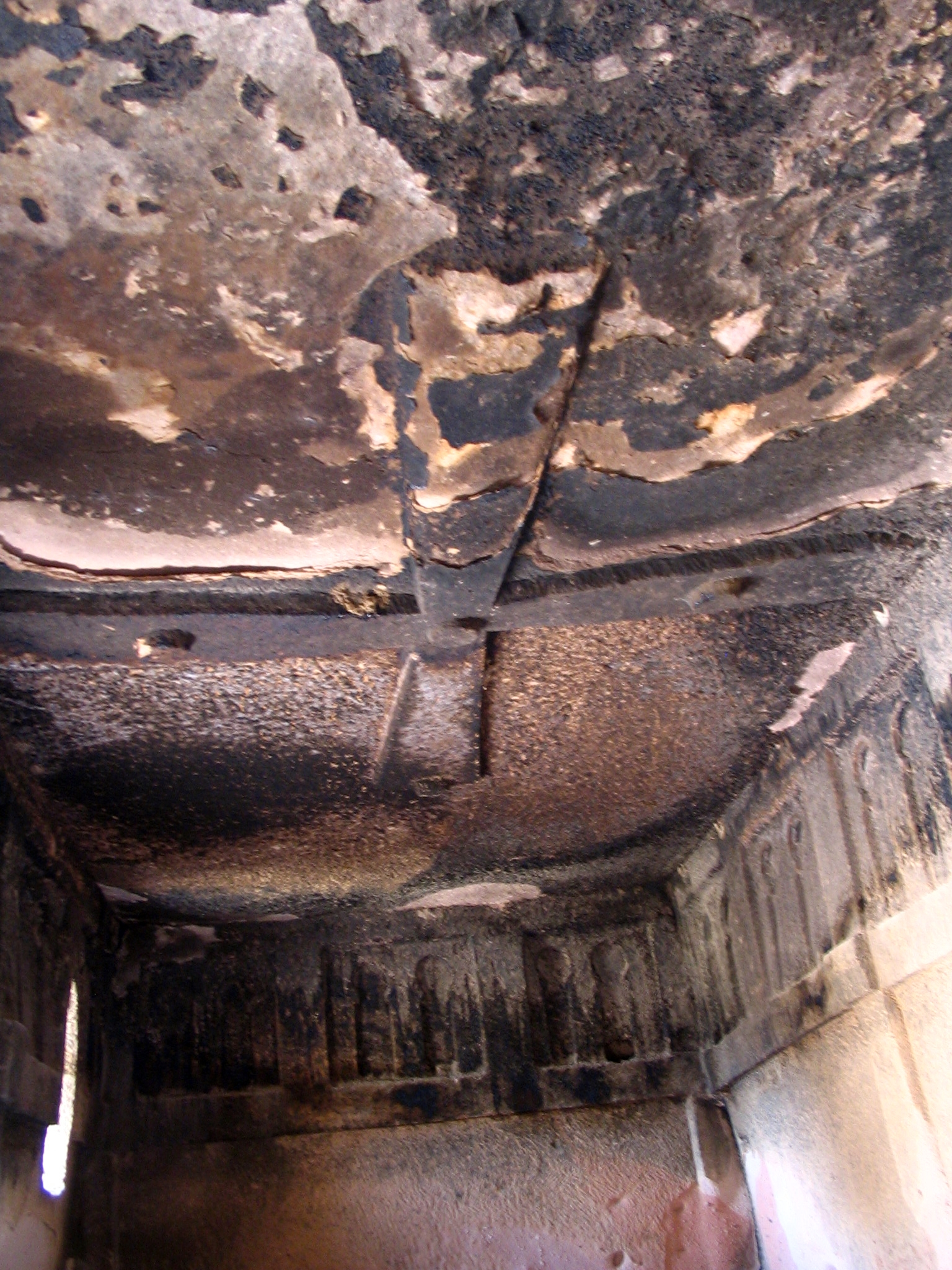
Deckenkreuz